# Oratório (música)
O oratório é um gênero musical dramático, apresentado em forma de concerto, sem representação cênica, sem cenários e sem figurinos. Geralmente composto para solistas, coro e orquestra, às vezes com um narrador, geralmente trata de um assunto religioso (Bíblia), mas também pode lidar com temas seculares (mitologia ou história). Com a forma bastante próxima à da cantata e à da ópera, o oratório, geralmente, inclui uma abertura, recitativos acompanhados pela orquestra, recitativos secos com o cravo, árias e coros. Embora elementos dialógicos também estivessem presentes na lauda polifônica do final do século XVI, o oratório se origina do madrigal dialógico do início do século XVII.

## Etimologia

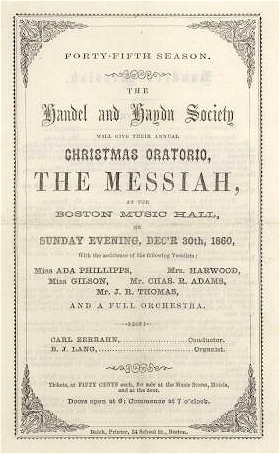
1860, a Handel and Haydn Society organiza a apresentação de O Messias no Boston Music Hall para o Oratório de Natal anual

O termo oratório originalmente significava um espaço em que membros de uma confraria ou comunidade religiosa se reuniam para orar (em latim "orare"). Na segunda metade do século XVI, em Roma, dentro do movimento religioso nascido por iniciativa de Filippo Neri e alguns de seus seguidores e colaboradores, o termo assumiu o significado de um tipo particular de reunião, que incluia a leitura de livros espirituais ou passagens bíblicas e a pregação de um sermão, acompanhado de orações e canto de louvores. Essas reuniões receberam o nome de "exercícios oratórios" ou, mais simplesmente, "oratórios". Os seguidores de Filippo Neri criaram uma congregação chamada "Oratório", aprovada pelo papa em 1575, que era baseada na igreja romana de S. Maria em Vallicella . Quando a parte musical se tornou o elemento característico desses encontros, o termo "oratório" era principalmente referido ao gênero musical destinado a eles. Nesse sentido, o termo foi usado pela primeira vez pelo poeta Francesco Balducci, que incluiu duas composições poéticas para música, La Fede e Il Trionfo, definindo-as como "oratórios", na segunda edição de seu Rime (Roma, 1646), lançado postumamente. Nas formas estabelecidas a partir de meados do século XVII, o oratório foi dividido em duas partes, entre as quais um sermão era geralmente pronunciado. Os textos dos oratórios eram em verso, todos semelhantes em aspectos métricos aos do libreto de ópera da época. Seus assuntos são extraídos principalmente do Antigo ou Novo Testamento, ou da hagiografia, mas também existem sujeitos, assim ditos,"ideais", que têm figuras alegóricas como interlocutores (por exemplo, Il trionfo del Tempo e del Disinganno por Georg Friedrich Händel, sobre o texto do cardeal Benedetto Pamphilj, executado em Roma em 1707). No oratório, a ação era conduzida pelos interlocutores (normalmente quatro ou cinco solistas). O uso de seções corais era pouco frequente; geralmente algumas seções de polifonia eram limitadas ao final da primeira e da segunda partes e eram cantadas pelos próprios solistas. Inicialmente, a exposição do pano de fundo ou o comentário do que estava sendo narrado foi confiada a uma figura chamada "Texto", que, no entanto, desapareceu muito rapidamente durante a segunda metade do século XVIII. Entre os principais compositores italianos de oratórios do período barroco, podemos citar Alessandro Stradella, Bernardo Pasquini, Alessandro Scarlatti, Giovanni Paolo Colonna, Giovanni Legrenzi, Giovanni Battista Bassani, Antonio Caldara.
A origem do oratório latino é diferente. A prática de tocar música sacra nas cinco sextas-feiras da Quaresma já havia sido introduzida na segunda metade do século XVI pela confraria do SS. Crocifisso di San Marcello. Os motetos polifônicos em uso desde o século XVI foram substituídos por motetos dialógicos que se tornaram diálogos reais sobre o texto latino em estilo recitativo. O músico francês André Maugars descreve a performance desses oratórios latinos que ele ouviu no SS. Crocifisso em 1639: «As vozes começam com um salmo na forma de um moteto e, em seguida, todos os instrumentos realizam uma sinfonia muito bonita. Posteriormente, as vozes cantam uma história do Antigo Testamento na forma de uma comédia espiritual, como a de Susanna, Judith e Holofernes, ou David e Golias. Cada cantor representa um personagem na história e expressa perfeitamente o poder das palavras. Em seguida, um dos pregadores mais famosos propõe a exortação, após a qual a música recita o Evangelho do dia, como a história da mulher samaritana, da mulher cananéia, de Lázaro, de Maria Madalena ou da Paixão de Nosso Senhor, e os cantores imitam perfeitamente os personagens sobre que o evangelista narra ».
Do ponto de vista poético, o oratório latino do século XVII (também chamado de historia ) usa textos em prosa, que combinam partes retiradas das escrituras sagradas com partes da criação livre. Do ponto de vista musical, comparado ao oratório no vernáculo, há um equilíbrio maior entre seções polifônicas e seções solo, o que, às vezes, torna os oratórios latinos dificilmente distinguíveis dos motetos "concertati". Marco Marazzoli, Domenico Mazzocchi e Giacomo Carissimi estão entre os maiores compositores de oratórios latinos em meados do século XVII.
Nas últimas décadas do século XVII, os textos do oratório latino foram adaptados ao modelo corrente do oratório vulgar, abandonando todos os laços com o moteto polifônico; os libretos foram posteriormente escritos em verso, divididos entre recitativos e árias. O oratório latino em Roma tinha uma circulação limitada a poucos ambientes, geralmente não abertos a um grande público, porque estavam ligados a irmandades ou associações religiosas formadas por nobres ou pessoas de alto nível social, como a confraria do SS. Crucifixo de San Marcello, cuja atividade terminou no início do século XVIII, ou a congregação da Assunção, formada por nobres na igreja de Jesus. Fora de Roma, os oratórios em latim ainda eram realizados em Veneza durante o século XVIII, nos hospitais dos Incuráveis, dos Mendigos e da Piedade. Neste último, em 1716, foi executado o oratório Juditha triumphans (Judith triunfante) de Antonio Vivaldi. Na segunda metade do século XVII, o oratório latino também foi cultivado na França, onde se destaca a figura de Marc-Antoine Charpentier, autor de numerosas histórias.

## História
Durante o século XVII, a abertura de numerosas congregações filipinas em muitas cidades italianas favoreceu a expansão do oratório musical. O gênero rapidamente encontrou terreno fértil também em outras congregações religiosas, irmandades leigas, faculdades de nobres e seminários, mas também nas capelas da corte e palácios da nobreza. As congregações filipinas em Roma, Bolonha, Nápoles, Ferrara, Florença, Perugia, Veneza devem ser mencionadas pelo menos entre as instituições que tiveram maior importância na produção de oratórios; as irmandades da Morte e do Espírito Santo em Ferrara no século XVII; a igreja de S. Maria Corteorlandini em Lucca; a corte de Modena e Mântua nas últimas décadas do século XVII; os hospitais venezianos dos Incuráveis, dos Mendigos e da Piedade. O oratório também se espalhou para Viena a partir de meados do século XVII, na capela da corte imperial, onde foi cultivado por muito tempo no contexto de práticas religiosas na época da Quaresma. Ainda na primeira metade do século XVIII, um impulso particular ao gênero veio de dois famosos libretistas da corte: Apostolo Zeno e Pietro Metastasio, que preferiram usar assuntos do Velho Testamento de natureza trágica e heróica, abandonando os de natureza hagiográfica. Também foi dada grande importância aos oratórios realizados entre o final do século XVII e as primeiras décadas do século XVIII, nos palácios da nobreza. Em Roma, os cardeais Benedetto Pamphilj, Pietro Ottoboni e o príncipe Francesco Maria Ruspoli promoveram performances extraordinárias de oratórios, compostos, entre outros, por Bernardo Pasquini, Alessandro Scarlatti, Georg Friedrich Handel e Antonio Caldara, que decididamente assumiram uma função de entretenimento também apropriado ao tempo da Quaresma.
No século XVIII, Georg Friedrich Händel deu uma nova direção ao oratório, propondo-o com grande sucesso como uma alternativa à ópera em teatros ou salas de concerto de Londres. De 1732 a 1757, o compositor alemão compôs vinte oratórios com texto em inglês, geralmente focados em figuras de heróis ou heroínas retiradas do Antigo Testamento, como Esther (Ester) (1732), Deborah (Débora) (1733) , Athalia (Atalia) (1733), Saul (Saul) (1739), Samson (Sansão) (1743), Joseph and his Brethren (José e seus irmãos) (1744), Belshazzar (Belsazar) (1745), Judas Maccabeus (Judas Macabeus) (1747) ), Joshua (Josué) (1748), Alexander Balus (Alexandre Bala) (1748), Susanna (1749), Solomon (Salomão) (1749), Jephta (Jefta) (1752), mas também temas mitológicos como Semele (1744), Hércules (1745), The Choice of Hercules (A Escolha de Hércules) (1751), ou ideal como L'Allegro, il Penseroso ed il Moderato (1740), The Triumph of Time and Truth (o triunfo do tempo e da verdade) (1757) e em um caso hagiográfico, ou seja, Theodora (Teodora) (1750). O mais famoso de seus oratórios é Messiah (O Messias), realizado pela primeira vez em Dublin em 1742, e desde então permaneceu ininterruptamente em repertórios de concertos.
Os oratórios de Händel são o primeiro caso importante de repertório que teve uma recepção ininterrupta após a morte do compositor e teve grande influência sobre os compositores da era clássica e romântica. Mozart, por exemplo, re-orquestrou o Messias, que foi proposto novamente em Viena em 1789 por iniciativa do Barão Gottfried van Swieten .
Entre o final do século XVIII e o início do século XIX nos tempos clássicos, importantes compositores, continuando o caminho aberto por Händel, deram um novo rumo ao oratório: entre esses, devemos lembrar Franz Joseph Haydn, autor dos oratórios Die Schöpfung (A Criação) (1798) e Die Jahreszeiten (As Estações) (1801); e Ludwig van Beethoven, autor do oratório Christus am Ölberge (Cristo no Monte das Oliveiras) (1803).
No século XIX, período romântico, alguns dos mais célebres compositores cultivaram o gênero oratório, incluindo Hector Berlioz, autor do oratório L'enfance du Christ (A Infância de Cristo) (1854); Felix Mendelssohn, autor dos oratórios Paulus (Paulo) (1836) e Elias (1846); Robert Schumann, autor dos oratórios Das Paradies und die Peri (Paraíso e Peri ) (1843) e Der Rose Pilgerfahrt (A Peregrinação da Rosa) (1851); Franz Liszt, autor dos oratórios Die Legende von der heiligen Elisabeth (A Lenda de Santa Isabel) (1865) e Christus (Cristo) (1873); Charles Gounod, autor do oratório Mors et vita (Morte e Vida) (1885); e César Franck, autor do oratório Les Beatitudes (As bem-aventuranças) (1879).
Entre o final do século XIX e o início do século XX, na era Verista, Don Lorenzo Perosi retomou e reinterpretou a tradição dos oratórios italianos (A ressurreição de Cristo, 1898), vinculando sua fama, acima de tudo, a esse gênero musical, bem como às missas polifônicas e aos motetos .
No século XX na era moderna, Arnold Schönberg, autor do oratório Die Jakobsleiter (A escada de Jacó ) (1961); Igor 'Stravinskij, autor da ópera-oratório Édipo Rex (Édipo Rei) (1927); Ennio Porrino autor do oratório O processo de Cristo (1950); Sergej Prokof'ev, autor do oratório Na strazhe mira (Em guarda da paz) (1950); Arthur Honegger, autor dos oratórios Le Roi David (O Rei David) (1921) e Jeanne d'Arc au bûcher (Joana d'Arc na Fogueira) (1935); Paul Hindemith, autor do oratório Das Unaufhörliche (O incessante) (1931); e Dmitrij Šostakovič, autor do oratório Pesn 'o lesakh (O Canto das Florestas) (1949).